# 캡틴 비프하트
캡틴 비프하트(Captain Beefheart, 1941년 1월 15일 ~ 2010년 12월 17일)는 미국의 가수, 작곡가, 다중 시스템 화가, 시각 예술가였다. 그는 매직 밴드라 불리는 회전 앙상블을 지휘했고 1964년에서 1982년까지 13개의 스튜디오 앨범을 녹음했다. 그의 음악은 블루스, 프리 재즈, 록의 요소들을 전위적인 작곡, 특이한 리듬, 그리고 그의 초현실주의적인 말장난과 폭넓은 음색과 혼합했다. 수수께끼 같은 성격으로 유명한 비프하트는 종종 자신의 삶에 관한 신화를 만들어 냈고 그를 지지하는 음악가들을 거의 독재적으로 지배하는 것으로 알려져 있다.

## 음반
- Safe as Milk (1967)
- Strictly Personal (1968)
- Trout Mask Replica (1969)
- Lick My Decals Off, Baby (1970)
- Mirror Man (1971)
- The Spotlight Kid (1972)
- Clear Spot (1972)
- Unconditionally Guaranteed (1974)
- Bluejeans & Moonbeams (1974)
- Shiny Beast (1978)
- Doc at the Radar Station (1980)
- Ice Cream for Crow (1982)
- Bat Chain Puller (2012, recorded in 1976)

## 같이 보기
- 프랭크 자파
- 블루스